# Minigaila
Minigaila (tra il 1365 e il 1368 – 1382 circa) era uno dei figli del granduca di Lituania Algirdas (al potere dal 1345 al 1377) e di Uliana di Tver' (morta nel 1393), la sua seconda moglie.
Morì in giovane età e con grande probabilità prima della conclusione del trattato di Dubysa del 1382, nel quale manca la sua firma.